# Airbnb
Airbnb, Inc.（エアビーアンドビー）は、サンフランシスコに拠点を置くアメリカのバケーションレンタル（民泊）を扱うオンラインマーケットプレイス運営企業である。通称『エアビー』。
Airbnb は、ウェブサイト上で、またはアプリを介して消費者がアクセスできるマーケットプレイスを維持、またはホストしている。サービスを通じて、ユーザーはホームステイを中心とした宿泊施設や観光体験を手配したり、賃貸物件をリストアップしたりすることができる。Airbnb は掲載された物件をいずれも所有しておらず、その代わり、予約ごとに手数料を受け取ることで利益を得ている。
同社は2008年にブライアン・チェスキー（Brian Chesky）、ネイサン・ブレチャールチク（Nathan Blecharczyk）、ジョー・ゲッビア（Joe Gebbia）によって設立された。bnb は B&B（ベッド・アンド・ブレックファスト）を意味し、元の商号である AirBedandBreakfast.com から取られている。

## 概要
このサイトの利用者は、利用に際して登録して、本人のオンラインプロファイルを作成する必要がある。すべての物件はホストと関連付けられており、ホストのプロファイルには他利用者からのお勧め、泊まったことのあるゲストからのレビュー、また、レスポンス・レーティングやプライベートなメッセージングシステムも含んでいる。
2011年7月の時点でAirbnbは、Y Combinator、Greylock Partners, Sequoia Capital, Andreessen Horowitz, DST Global Solutions, General Catalyst Partnersから119.8百万ドルのベンチャーファンド資金を、またYouniversity Venturesパートナー: ジョード・カリム, Keith Rabois, Kevin Hartz、およびA-Grade Investmentsパートナー: アシュトン・カッチャー, Guy Osearyからの金額非公開の資金を得た。 
2014年4月に、同社はテキサス・パシフィック・グループによる4.5億ドルの投資を最後に資金集めを終了し、約100億ドルの評価額となった。
2019年、全世界の宿泊予約数でエクスペディアを追い抜き、宿泊予約プラットフォームとして、ブッキングドットコムに次ぐ世界2位に浮上した。
2019年11月18日、国際オリンピック委員会（IOC）と2028年までのワールドワイドパートナーの契約を結んだことを発表。
2020年12月10日、NASDAQに株式を公開し上場企業となった。
2025年6月12日、アメリカで開催されるFIFAクラブワールドカップ2025の大会公式パートナーとなったほか、2026 FIFAワールドカップ・2027 FIFA女子ワールドカップの北米地域における公式サポーターに就任。

## 来歴

### 成り立ち
ロードアイランド州の美術大学、RISDで出会った、ブライアン·チェスキー(Brian Chesky)とジョー・ゲビア(Joe Gebbia)の2人は、卒業後の2007年10月、サンフランシスコに引っ越してすぐ、 アメリカのインダストリアルデザイナー協会が主催するインダストリアルデザイン会議の際にエアベッド＆ブレックファストの初期コンセプトを作り出した。元のサイトは、飽和した市場でホテルを予約することができない参加者に、短期的な宿と朝食と他に類をみないビジネスネットワーキングの機会を提供した。
当時、チェスキーとゲビアはサンフランシスコでロフトの家賃を払えず、部屋を共有していた。二人は3名が泊まれるエアマットレスを備え自家製の朝食を提供することで、居間を小さなB&B(英語圏における民宿/小規模宿泊施設)にした。
2008年2月、ハーバード大学卒業生で情報技術者ネイサン・ブレチャジックがAirBed & Breakfastの3人目の創業者として加わった。会社の初期段階では、創業者たちは、宿泊の代替手段が少ない場所で目立つイベントを開くことに注力した。Airbedandbreakfast.comというサイトが2008年8月11日に正式に立ち上がった。
サイトの資金集めのため、創業者たちは大統領候補バラク・オバマとジョン・マケインにヒントを得た“Obama O’s”や“Cap’n McCains”という特製朝食シリアルを開発した。2か月間でシリアルはそれぞれ40ドルで800箱売れ、30,000ドル以上の初期資金を得。Y CombinatorのPaul Grahamを惹きつけた。
正式立ち上げの後、サイトはホテルからカウチサーフィンまでさまざまな物件を扱うまでに成長した。2009年1月, Y Combinator はチェスキー、ゲビア、ブレチャジックを3か月の研修に招待した。サイトは既に出来上がっていたが、3名は20,000ドルの Y-Combinatorの投資を利用し、ニューヨーク市に行き、ユーザに会いサイトの宣伝を行った。そして、西海岸の投資家達向けの高利益のビジネスモデルを持って、サンフランシスコ市に戻ってきた。

### 名前の変更と成長
2009年3月、Airbedandbreakfast.comという名前をAirbnb.comに短縮し、サイトのコンテンツは、エアベッド、共用スペースから、1戸建て住宅やアパート、個室、城、クルーザー、荘園、ツリーハウス、テント、イグルー、個人所有の島やその他の物件にまで成長した。
1年後15名がサンフランシスコのラウシュ通りにある、チェスキーとゲビアのロフトアパートメントで働いていた。従業員のスペースを確保するため、ブライアン・チェスキーは寝室を放棄し、会社が最初の事務所を借りるまでAirbnbサービスを利用し続けた。
その年急速に成長し2010年10月には、720万ドルの Series A資金をGreylock PartnersとSequoia Capitalから獲得し、700,000泊の予約の80%が、過去6か月以内のものであることが発表された。
2011年2月24日, 100万の物件がAirbnbで予約され、その月始めの利益が65%上昇したことを発表された。2011年5月25日, 俳優でA-Grade Investmentsの共同経営者である Ashton KutcherはAirbnbに相当額の出資をし、自身が同社の戦略ブランドアドバイザーに就任したことを発表した。
2013年10月の時点で、Airbnbは2008年8月の創業以来、900万名のゲストにサービスを提供し、400万人に到達するのに4年を要したが、900万人に達するにはその後1年未満しかかからなかった、と報道されている。

### 海外進出
2011年5月のAirbnbは、ドイツの同業会社、Accoleoを買収した。この 買収によりAirbnbインターナショナルオフィスをハンブルクに立ち上げた。その後、2011年10月に、Airbnbは、 ロンドンで第二のインターナショナルオフィスを設立した。
国際的な 利用者の増加にともない、Airbnbは追加で6箇所のインターナショナルオフィスを2012年始めに設立した。オフィスは パリ 、 ミラノ、バルセロナ、コペンハーゲン、モスクワ、サンパウロにある。サンフランシスコの既存のオフィスに加え、ロンドン、ハンブルク、ベルリン では、Airbnbはドイツのインキュベーター空間において EMEA市場に対する国際的存在感を維持している。2013年9月にAirbnbは欧州本社をダブリンに設置することを発表した。
2012年11月初め、チェスキーはAirbnbの米国につぐ2番めの市場であるオーストラリアおよびタイ王国、 インドネシアに注力することを発表した。この事業拡大のため、Airbnbはシドニーに11番目のオフィスを開設した。オーストラリアの消費者は、Airbnbのユーザー数の10分の1を占めている。
オーストラリアへの注力を発表したあと、 Airbnbは最も新しい本部をシンガポールに立ち上げ、アジア市場に積極的に進出することを発表した。同社の目標は、アジア大陸内で200万の物件を追加取得することである。

## 会社

### 所在地と収益
起業者チーム（ 共同創設者でChief Executive Officerのブライアン・チェスキー, 共同創設者Chief Product Officerのジョー・ゲビア、 共同創設者でChief Technical Officerのネイサン・ブレチャジック）はAirbnbの主要管理スタッフの役割を担っている。
Airbnbはバルセロナ（スペイン）、ベルリン（ドイツ）、コペンハーゲン（デンマーク）、ダブリン（アイルランド）、ロンドン（英国）、ミラノ（イタリア）、モスクワ（ロシア）、パリ（フランス）、サンフランシスコ（アメリカ）、サンパウロ（ブラジル）、シンガポール、シドニー（オーストラリア）に12のオフィスを構えている。
Airbnbの主な収益は、予約の手数料から来ている。手数料は、予約料金に応じて、6％〜12%の範囲である。Airbnbはまた、クレジットカード処理のため、ゲストの予約毎に、ホストの収入から3％を徴収する。
2014年3月に、同社は夏2014年、 北米向けの新しい「事業本部」をオレゴン州ポートランドに開設する計画を発表したが、その北米の本社機能は、サンフランシスコに残ることが示された。

### 成長
2011年2月、Airbnbは2008年8月の創業以来、100万人の予約を達成したと発表した。その後、2012年1月に、Airbnbは、そのサービスで500万泊の予約を全世界で達成したと発表した。これらの予約のうち、顧客の75％が米国本土外の市場からのものであった。2012年6月に、同社は5カ月で事業を倍増し、1千万泊の予約を達成したと発表した。2013年12月後半に、同社は2013年に6百万の新しいゲストがあり、約25万の物件が追加されたと報告した。

### 合併と買収
2011年半ば以来、のAirbnbは競合他社を買収している。その最初はハンブルクのAccoleoである。 これは、同社の最初の国際オフィスとなった。
ロンドンオリンピック (2012年)に先立ち、AirbnbはロンドンのCrashPadderを買収、6千の国際的な物件リストを取得した。この買収により、Airbnbは英国最大のピア·ツー·ピア宿泊施設のウェブサイトとなった。
Airbnbは2012年に、NabeWiseという特定の場所に関して案内情報を集約する都市案内会社を買収した。この買収により、Airbnbは旅行者向けに地域密着型の案内情報を提供することに注力することになる。
2012年12月、AirbnbはLocalmindの買収を発表した。Localmindは、ユーザーがインターネットで特定の場所についての質問を投稿することができる、地元特化型の質問と答えのプラットフォームである。質問は、その地域の専門家がリアルタイムに回答している。

### ビジネスモデルと混乱
Airbnbは、ホストと旅行者を接続し、物件の所有者でなくても商取引（トランザクション ( transaction ) ）を可能にする、売買プラットフォームモデルを基にしている。このようなプラットフォームは、新しい供給源を提供し、品質を保つためのキュレーションに依存しながら、伝統的な産業を崩壊させる。伝統的なホテルとは異なり、Airbnbは、在庫を増やすことなく、ホストと旅行者を増加させ、マッチングさせることで規模を拡大している。

## 運営
Airbnbは、休暇の宿泊を目的とした、スペースを借りているユーザー（ゲスト）と、借したい物件を持つユーザー（ホスト）を接続するオンライン市場である。利用者は「ホスト」と「ゲスト」どちらも色々な手段でAirbnbに登録する必要がある。有効な電子メールアドレスおよび有効な電話番号が最初にウェブサイト上で独自のユーザプロファイルを作成するための唯一の要件であったが、2013年4月の時点で、政府が発行する身分証明書のスキャンが必要となっている。
プロファイルの内容には、サイトの中でのユーザ間の評判 と信用を構築するための、ユーザー レビューやソーシャルコネクションの共有に関する事柄が含まれる。Airbnbプロファイルの他の要素としては、ユーザーのリコメンドとプライベートメッセージングシステムが含まれている。
個人情報を提供することに加え、ホストは一泊当たりの価格 、 施設 、 ハウスルール 、画像、近辺についての詳細な情報を含む表示詳細リストを提供する。事業の特性上、ゲストやホストが紹介やレーティングを残し、公表され評価システムを形成するための能力主義制度が採用されている。
2008年より、AirbnbはFacebookなどのソーシャルネットワーキングサービスからデータを取得しソーシャルコネクションをサイトの機能に追加した。2011年5月の時点で、AirbnbとFacebookのユーザー·グループの間のソーシャルコネクションが3億を超えたことが明らかになった。

### 登録と予約[63]
Airbnbを使う物件登録は無料である。ホストは、物件の詳細をフォームに記入する。変更は後日行うことができる。ホストが公開準備完了するまでは、物件は公表されない。価格設定は、ホストが決定することができる。ホストは、夜毎、週毎、月毎だけでなく季節により異なる価格を設定できる。ホストは、物件を広告する「タイトル」と「説明」の節を使用できる。彼らはハウスルールや居住地に関するその他の事柄を記述できる。ホストは物件の写真を24枚まで公開することができる。Airbnbは、限定サービスとして、記載されている地域のほとんどで無料でプロの写真撮影のサービスを提供している。  プロファイルではゲストがホストについて細かく調べることができる。この節では、自分が何者であるか、また、宿の哲学を掲載できる。
宿泊しようと考えている客（旅行者）は、物件についての質問を、Airbnbを介して直接ホストに伝えなければならない。泊まりたい客（旅行者）が予約リクエストを送ると、ホストは要求を受け入れるか拒否するか少なくとも24時間の猶予がある。ただし、新規に登録したホストはインスタントブッキング機能を解除することができないと報告されている、つまり登録後、インスタントブッキング機能で予約が来る可能性があり、その場合ホストの側に予約を受け入れるか選択する権利はない。
ホストが予約を受け付けた後、正確な物件所在地と、鍵を受け取るためのキーボックスや郵便受やオートロック等の暗証番号を教え、そして連絡先も予約を入れた客（旅行者）に伝える。

### モバイル
Airbnbのウェブサイトに加えて、iOSとAndroidの顧客用にモバイルアプリケーションを提供している。2012年9月の時点で、ユーザーは100万回以上のモバイルアプリケーションをダウンロードし、それは会社全体のトラフィックの26％以上を占めていた。
モバイルチャネルを介して、ユーザーはウェブサイトのすべての機能を利用でき、ユーザ間の通信を3倍の速さで行えるプライベートメッセージの送信が含まれる。モバイルアプリでは、ユーザーが地理位置情報を利用して物件を見つけることができる。
2012年12月にAppleは 、英国市場での2012年のベストモバイルアプリケーションのエディターズチョイス賞をAirbnbに授与した。Airbnbはまた、2012の「最も破壊的なサービス賞」を授与された。
2013年11月にのAirbnbは、iOSとAndroidアプリケーションの新バージョンを立ち上げ、ホストとゲストが直接通信できる機能を追加した。

### セキュリティ
Airbnbのユーザープロファイルには、リコメンド、レビュー、およびAirbnbプラットフォーム内で、信頼性の高いオンラインの評判を構築するためのレーティングがある。さらに、プライベートメッセージングシステムを予約と予約受付の前に、個人的にメッセージを互いに送ることができるチャネルとして提供している。ホストは、予約を受けることを強要されない。ゲストがチェックアウトした後、ホストとゲスト双方は、オンライン市場eBayや配車アプリUberの様に、互いにウェブサイト上の信頼性をレビューする。
Airbnbは、チェックイン24時間後にゲストからホストへの決済取引を実施する、セキュリティペイメント機能によるオンライン決済 を提供している。この手順は、ゲストへの保証を提供し、支払いを処理する前に、ホストのキャンセルポリシーを維持するのに役立っている。
さらに、Airbnbのウェブサイトは、物件が空にされるまでの保証金預かりや、クリーニング料支払を可能にしている。同社の売上高はゲストの支払いの6％〜12％の手数料と、ホストが受領金額の3％の手数料から来ている。
Airbnbのホストは、予約前にゲストの身分証明書の確認を要求することが可能になっている。当初は相互に信頼が必要とされていたので、ホストも身分証明書の確認が必要であった。しかし、後にゲストのみ予約前に身分証明書の確認が必要であると変更された。

### お気に入りリスト
2012年6月、Airbnbは、ユーザーが訪問したい希望物件リストのキュレーションカタログを作成するできるウィッシュリスト機能（お気に入りリスト）を立ち上げた。共同創設者兼チーフ·プロダクト·オフィサー 、ジョー・ゲビアと彼のチームは、ネット販売サイトから着想を得てこの変更を行った。ユーザーは整然としたリストに自分の好きな目的地をキュレートし、他のユーザーと共有することができる。2012年6月のほしい物リスト機能の立ち上げ以来、Airbnbのウェブサイトの利用者は30パーセント増加し、利用者の45％はお気にいりリストを利用し、パーソナライズされたリストへ100万以上の宿泊施設を追加した。
お気に入りリストを作成する際に、プロダクトチームは、Webサイトがユーザーエクスペリエンスを低下させることなく、リストを利用することを可能にする独自の「情報スクロールシステム」をウェブデザイン設計した。 また Airbnb オープンソース化された Infinity.js をソフトウェア開発者コミュニティに提供した。

### 地域
2012年11月、Airbnbは地域案内サービスを立ち上げた。この旅行ガイドは協調フィルタリングと交通の便、食事、静謐さ、夜の娯楽、観光、買い物のような属性に基づき、理想的な地域を選ぶものである。現在、 地域案内サービスはサンフランシスコ 、 ニューヨーク 、 ロンドン 、 パリ 、 ベルリン 、 ワシントンD.C.、リオ·デ·ジャネイロで有効になっており、地元の人々からの写真、エッセイ、地図、タグ、公共交通機関の評価による、詳細な情報を提供している。
Airbnbプロダクトチームは7都市の中300地区を手作業で案内図を作成し、各地区の地元の編集者がキュレーションを行なっている。Airbnbは、このプロジェクトのために70名の街角カメラマン雇い、40,000枚の写真を撮影した。

## 影響

### 専門家による評価
Airbnbの創設者達は、ポール・グレアム （Y-Combinator共同創設者で、Airbnbのインキュベーター）によって粘り強さと創造性を賞賛されたとウォールストリート・ジャーナルは報じた。
AirbnbはCraigslist 、HomeAway、フリップキー、WorldEscape、Uproost、およびGroupon 、即席のレンタルを提供する、他のサイトと比較された。Airbnbは"画期的アプリ"賞 を2011 South by Southwest会議で受賞した。QuoraとDropboxのと一緒に、ニューヨーク・タイムズは、次世代の数10億ドルの新興企業の1つとしてAirbnbを挙げた。Airbnbの後追いとして、Getaround、Vayable、Guidehop、myTaskAngel、Task Rabbitなどが同様のモデルのサービスを提供している。
ニューヨーク州議会はクラスA住宅地を30日未満の間、貸しに出すことは違法とする法律を作り、2010年7月に可決した。しかし、法案の提案者であり、州上院議員リズ・クルーガーはこれはAirbnbとその同業他社が規制対象ではないと述べた。
ケベック州では、政府はAirbnbを通して家とアパートを貸す個人を対象に規制を行っている。
2014年、ウェビー賞を受賞。

### 一般大衆への影響
2010年7月に、同社は景気後退による経済的困難で家を差し押さえで失う危機に瀕していた人から、300人以上の電子メールを受け取った。彼らは住居内の部屋を継続的に転貸することで生活を保っていると述べた。Airbnbは高級住宅所有者にも魅力がある。最も裕福な住宅所有者は、伝統的な掲示板、新聞の個人広告、Craigslistのようなインターネットサイト上で物件を貸すことは考えたことがないだろうが、Airbnbは第二の家からの収入を稼ぐために裕福なユーザに、より信頼性の高いサービスを提供している 。この現象をきっかけに、全米ホテル・宿泊所協会(HR&A)では、個人間の短期賃貸がホテル業界を破壊するとの議論が起こった。
2012年11月、Airbnbは都市に住むユーザーによる共同消費の市場への影響を算定する調査をHR＆Aの顧問に依頼した。特にこの調査ではサンフランシスコの経済に与える影響を算定した。調査では、2011年4月から2012年5月には、ゲストとホストによるAirbnbサービス利用においてサンフランシスコの経済に56百万ドルが支出され、そのうち4310万ドルが地元企業を支援していることがわかった。調査対象となったホストの90％以上は、不定期に訪問者に主要な住居を貸出し、生活費のほぼ半分の所得を支出していることがわかった。調査ではまた、平均的なゲストの滞在は、ホテル宿泊の3.5日に比べて、5.5日であったことがわかり、平均的なゲストはホテルの宿泊客が費やした840ドルに比べて、滞在中に1045ドルを消費していることがわかった。
ハリケーンサンディの余波で、Airbnbは台風によって家を失った市民に無料の住宅を提供するために、ニューヨーク市長マイケル・ブルームバーグと提携した。Airbnbは、被害者が無料で不動産を提供する所有者を探すための、専用のマイクロサイトを構築した。さらに、Airbnbはリストされたすべての物件のホストの保証を維持しながら、リストに関連付けられているすべてのサービス料を免除した。
Airbnbは、昨今の戦争や内紛、災害などによる帰宅困難者のための一時避難場所の提供を表明した。さらに、米国への入国禁止令で影響を受けた難民や市民に対してAirbnbコミュニティ全体で支援体制を整えるアナウンスを発表した。Airbnbnによると、一時宿泊施設10万人分確保を目指す5カ年目標を策定し、向こう4年間で400万ドルを国際救済委員会（IRC）に寄付することを表明している。

## 事件・批判・論争
Airbnbは不愉快（ネガティブ）な体験をしたり、目撃をした客のために年間約5000万ドル（日本円で約55億1000万円）を費やし、事態の収拾に努めていることが2021年6月にブルームバーグから報じられた。中には100万ドル以上の支払いが生じた事案もあるとしたものの、安全上の問題を伴う事案があったのは全体の0.1%に満たず、支払いの大半は物的損害の申し立てによるものであり、100万ドル以上の支払いは 「非常に例外的である」とAirbnbがコメントしている。しかし、2020年には1億9300万件の宿泊が予約されていたことから、Airbnbの計算を基にすれば、19万3000件の宿泊で安全上の問題があった可能性があるとブルームバーグは分析している。
また、Airbnbはサービス利用規約に強制的な仲裁条項を盛り込んでいることに加え、トラブルでゲストとの間で和解するたびに秘密保持契約を結んでおり、その結果、ゲストは自分の体験を語ることや安全性の問題を巡ってAirbnbを訴えることも不可能になっていることもブルームバーグが報じている。Airbnbは秘密保持契約について、「2017年以前の宿泊施設での性的暴行に関連する和解契約はない」とコメントし、仲裁条項の使用についてはコメントを控えているが、Airbnbは性的暴行や殺人に関する多数の苦情を含む、宿泊客やホスト、宿泊施設に関わる重大な事件の調査を避けているとブルームバーグが報じている。

### 近隣とのトラブル
2019年10月31日、Airbnbを使ってレンタルされた住宅で開かれたハロウィーンパーティが銃撃され5人が死亡した。パーティは100人以上が参加する大規模なもので、保安官事務所は銃撃の通報があった時間に騒音の苦情が来ていたことを明らかにした。

### 客（宿泊者）による住宅の損壊
- 2011年7月、「EJ」というホストが彼女のアパートがAirbnbのゲストにより荒らされ盗難にあったと最初に報告をした[105][106]。14時間応答が無かった後、Airbnbは当初、ホストに損害を補償しないと伝えた[105][107][108][109]。世間に大きな反発が起き、この決定が逆転した[105]。被害者を助けて3日後、Airbnbは会社に与える「潜在的にマイナスの影響」を述べて、苦情を撤回するよう要求し、完全に連絡を断ったと彼女は主張している[105][108][109]。事件の後、複数のホストが同じような経験を発表した。あるホストは、Airbnbを通じて家を貸した男が覚せい剤中毒でホストの出生証明書を盗み「すべての所有物」を荒らし、数千ドルの被害を引き起こしたと述べた[109][110]。彼はAirbnbの対応に同様の不満を表明した[110][111]。財産損害の請求に応じて、2011年8月、Airbnbは最高 50,000ドルの 財産の損失や破壊行為や盗難による損害をカバーする"Airbnbホスト保証"財産保護プログラムを開始した[112]。さらに、同社は、24時間の顧客サービスホットラインを開始し、不審な活動を検知するタスクフォースを設置し、セキュリティ機能群を実装した[113]。2012年5月、Airbnbはロンドンのロイズにより再保険を受け、この保証を、物件を貸し出すホストに無償で最大100万ドルの財産の損害に拡張することとした[114]。

- 2012年8月、スウェーデン・ストックホルムのアパートに住む2人の女性が1か月間の休暇旅行中にAirbnbを利用して貸し出した部屋が売春に利用され警察の家宅捜索を受けた[115][116]。
- 2014年3月、コメディアンで起業家のアリ・テマンがニューヨークのアパートを貸し出した。ゲストは親戚が住むためと偽ったが、それは乱交目的のための賃借であった。テマンは87,000ドルの損害が発生し、ビルのオーナーが彼の立ち退きを検討していると述べた。そのゲストは推薦があり、アカウントの身分証明書確認済であった。 [117]
- 2016年2月、フランス・パレゾーで、Airbnbを利用して民家に宿泊した宿泊者が女性の腐乱死体を発見した[118]。

### スパムの使用
2011年6月、ブロガーで同業者のデイブ・グッデンは、Craigslist上の不動産所有者に、自動化された大量の電子メールを送信するという、悪質なセールス手法が、インターネットのスタートアップ企業としてのAirbnbの成功につながったと主張した。このユーザー獲得戦術は、2009年にAirbnbのビジネスを構築する時に、その他の手法と一緒に使用された。しかし、この手法は実際にはほとんど効果が無かったという。

### ファイナンシャル、税金、および法的責任
2013年1月、Airbnbユーザーのナイジェル・ウォーレンは、Airbnb上で部屋を貸したために、ニューヨーク市への罰金支払いに直面していた。ニューヨーク市の行政規則の1文で、一時的な賃借人が合法的に30日間の下での期間滞在する許可されていたため、発動されていたものである。2013年5月20日、ニューヨーク市行政法判事、クライブ・モリックは、ウォーレン氏に2,400ドルの罰金を課し、この解釈は無効との立場を取った 。この新しい判決では、長期滞在に29日間を越えなければ、Airbnbが「違法な」サービスにはならない。そうでない場合、ユーザーはニューヨーク市の罰金に直面する可能性がある。
2014年1月にドイツ連邦裁判所は、観光客に居住地を又貸しすることは、転貸許可の対象外であることを決定した。この場合、借り主は、以前に大家から警告を受けていた。家主の明示的な許可が得られない場合には、予告なしに賃貸契約の解除が可能かどうかが、係争中の案件において、論争の的となっている。
Airbnbが実施した調査によると、会計年度2011年 - 2012年で、Airbnbはサンフランシスコ市に190万ドルを供託しなければならなかったが、2014年の時点で、そうするには至っていない。
サンフランシスコ市では、Airbnbで貸出し、物件が賃貸か所有しているかどうかによらず、ほとんどの状況下では違法である。Airbnbのホストは、サンフランシスコ市から罰金を課せられ、家主から立ち退き通知を受けている。Airbnbによる貸出は、多くの状況下では、ニューヨーク市でも違法である。

### プライバシーと利用規約
新しい身分証明システム "Verified ID" はプライバシーの侵害であり、「気味が悪い」と顧客から受け取られている。これには3層の顧客認証（電話、身分証明書の証明写真（パスポートや運転免許証など）やFacebook、LinkedIn、Google+のアカウント）が必要となっている。これらのデータの1つでも提供されない場合、システムを使用することは不可能である。なお、日本人が日本で利用したい場合、運転免許証はシステム上利用できない。サイトには運転免許と書いてあっても、それが認証として利用できないという実態がある。そのため、パスポートを所持していない日本人の利用客は利用できないため、利用客にとっては非常に限られた利用となってしまう。また、デビットカードの場合、即時引き落としがなされ、認証前に引き落とされてしまう現実がある。泊まる前に予約を実行しても、認証ができないまま、お金だけが引き落とされてしまう現実がある。そのため、そのような利用客が刑事的に被害届を出すと、詐欺事件に発展する可能性がある。
この検証システムはAirbnbによって運営されておらず、Jumioという会社に委託されている（ http://www.jumio.com ）。Jumioに提供されるデータは、移動や保存の際には暗号化されているが、Airbnbは、この格納されたデータへのアクセス権は誰が持っているか、会社内でどのように使用されているかは明らかにしていない。
言語学者マーク・リーバーマンは、Airbnbメンバーが受入れなければならない、サービス規約、プライバシーポリシー、その他のポリシーは 「55081語もあり、短編小説と同程度であるが、遙かに読みづらく」読むのに数時間かかると、法的同意事項の長さを批判した。

### エチケット
チェックアウト時の不合理な義務と、ホストからキーを受け取るまでの長い待ち時間と、汚い物件について、Airbnbホストのエチケットも長らく批判を受けてきた 。

### 独禁法違反の疑い
2017年（平成 29年）11月17日、日本の公正取引委員会は、私的独占の禁止及び公正取引の確保に関する法律（独占禁止法）違反の疑いでAirbnb社の日本法人に立入検査を実施した。Airbnb社は、部屋の貸主の代行業者に対し、自社のサイトに掲載する条件として、他の仲介サイトと取引しないよう求めた疑いが持たれている。これが事実であれば、不公正な取引方法の一つの「排他条件付き取引」に当たる可能性がある。

### 民泊新法後の初摘発
2018年（平成 30年）6月15日の民泊解禁後、住宅宿泊事業法（民泊新法）とともに施行された改正旅館業法は、民泊などの無許可営業に対する罰金額の上限を改正前の3万円以下から改正後は100万円以下へと引き上げており、さらに行政に違法な疑いがある施設への立ち入りや緊急停止命令などの権限を付与されていることから、Airbnbを介して京都市右京区で民泊を無許可営業していたとして、京都市下京区の旅館経営会社「キャピタルインキュベーター」と、同社の社長ら男3人に対し、京都市は施行後すぐに府警とともにこの民泊を立入調査し、2018年7月には府警に刑事告発、改正旅館業法違反の疑いで14日、京都府警に書類送検された。住宅宿泊事業法（民泊新法）と罰則を強化した改正旅館業法が6月15日に施行されて以降、全国初となる「ヤミ民泊」の摘発を府警が京都市で実施したことになる。このことから同社の法令遵守の姿勢に疑いが持たれている。

### 同サイト内でのヤミ民泊仲介の疑い
2018年（平成 30年）6月15日の民泊解禁に伴い、Airbnb社は違法民泊業者に対して宿泊予約の自動キャンセルを行っているが、宿泊キャンセルを実施してもホストとゲストの両者間で連絡を取り合い、Airbnb社の決済システムを利用してヤミ民泊を行っていることが確認されている。この場合、Airbnb社にはホストとゲストの両者間の決済手数料を得られることから、違法民泊のあっせんを禁止している住宅宿泊事業法、犯罪による収益の移転防止に関する法律（犯罪収益移転防止法）に違反している疑いが持たれている。

### 性的被害
2021年6月15日、ブルームバーグは2015年の大晦日にAirbnbを利用してニューヨークの賃貸物件に宿泊した女性が宿泊先にてレイプに巻き込まれたと訴え、Airbnbから700万ドル（日本円で約7億7000万円）の和解金を受け取ったと報じた。Airbnbの広報担当者も性的暴行事件が発生した事実と被害を受けた女性との和解が2017年に成立していることを認めている。

## 競合サービス
- 9flats
- Alterkeys
- BeWelcome
- カウチサーフィン
- Flat-Club
- HomeAway
- ホスピタリティークラブ
- Hospitality service
- Pasporta Servo
- Servas Open Doors
- SleepOut.com
- Tripping
- Vacation Rentals By Owner
- Wimdu

## 日本におけるAirbnbの状況
2014年（平成 26年）5月、日本法人のAirbnb Japan株式会社が、東京に設立され、2016年（平成28年）時点は西新宿にオフィスを構えている。ただし、日本法人は住宅宿泊事業法に基づく住宅宿泊仲介業者の登録を受けておらず、アイルランド法人のAirbnb Global Services Limitedが登録（観光庁長官第S0001号）を受けている。日本では、インターネット上で民泊を仲介するプラットフォームの代表例として、またシェアリングエコノミーの代表例としてUberなどと共に取りあげられる場合も多い。
Airbnb Japan発足から1年間の調査では、日本国内に年間2219.9億円のインバウンド消費による経済波及効果と、21,791人の雇用機会を生み出したこと、ホストは、アート、デザイン、クリエイティブ職種などの高学歴層が中心をなし、ゲストの93％が海外ユーザー（アジアのユーザーが54％）であることなどが発表されている。2015年年間では、日本に5207億円（44億ドル）の経済効果を生み、標準的なホストに122万2400円の年間収入額をもたらし、138万3000人以上の訪日外国人旅行者を受け入れたことが発表されている。訪日外国人旅行者の国籍では、米国、中国、豪州、韓国、香港の順に多く利用されている。
旅館業法との関係については、公式ウェブサイト上で案内する一方、法律軽視はせず、「公平かつ進歩的な規制作りへの働きかけ」を行っていると説明している。2016年5月31日、Airbnb日本語版に苦情受付用のページが設けられた。民泊物件の近隣住民が、ホストの関わる犯罪や騒音などについて報告でき、該当ホストをAirbnbが特定できた場合に限り、ホストに懸念事項を伝達する努力をする。
2017年（平成 29年）2月、奈良県吉野町に簡易宿所とコミュニティスペースを兼ねた「吉野杉の家」を開設した。地元や長谷川豪建築設計事務所（東京）との共同事業である。
2017年（平成 29年）11月、全日本空輸及びピーチ・アビエーションと提携した。
2018年（平成 30年）6月、住宅宿泊事業法（いわゆる民泊新法）の施行を控えて、許可を得ていないなど法に抵触する可能性がある物件の掲載を取り消し、利用可能な施設数が2018年春時点より8割減ったと報道された。事前に予約していた客に対してはクーポン券による返金が行われた。新法施行の前日である6月14日には、民泊関連事業を手掛ける日本企業36社との協業組織「エアビーアンドビー・パートナーズ」設立を発表した。
2018年（平成 30年）]8月には、大分県の別府市旅館ホテル組合連合会と宿泊予約仲介で提携した。日本の旅館・ホテル組合との締結は初めて。

### 民泊新法後の民泊に関する調査
2018年（平成 30年）9月11日、クロス・マーケティンググループが発表した「民泊に関する調査」の結果によると民泊の認知率は86.5%と9割に近い数値となっているものの、その多くは「民泊」という言葉を知っているだけに留まり、民泊の内容まで理解している率は低く、宿泊・提供といった利用率に至って更に少ない。民泊の利用率を見ると、民泊を認知している86.5%のうち宿泊・提供による民泊の利用経験がある人は5.5%と非常に少ない。約9割もの民泊の認知率は、民泊を利用した旅行者の性行為を目的とする盗撮、売春、乱交、AV撮影、強姦或いは強姦殺人、麻薬栽培、振り込め詐欺集団の拠点、反社会的勢力の資金源などの「犯罪の温床」としての認知度が先行しており、犯罪の温床となる淵源はAirbnbに関するものが圧倒的に占めている。